# 笑いじわ
「笑いじわ」（わらいじわ）は、1995年9月21日に発売された瀬川瑛子のシングルである。

## 解説
- 阿木燿子・宇崎竜童が作詞作曲を担当。
- 第47回NHK紅白歌合戦出場曲。

## 収録曲
- 両楽曲共に、作詞：阿木燿子、作曲：宇崎竜童、編曲：竜崎孝路

1. 笑いじわ (3分42秒)
2. 笑いじわ（カラオケ） (3分43秒)
3. 立つ鳥 (4分17秒)
4. 立つ鳥（カラオケ） (4分15秒)